# Хойт, Уильям Стивенсон
Уильям Стивенсон Хойт (англ. William Stevenson Hoyte; 22 сентября 1844, Сидмут, графство Девон — 27 июля 1917, Илинг под Лондоном) — английский органист и музыкальный педагог.
Сирота и преимущественно самоучка, начал выступать с 13-летнего возраста. В 1868—1907 гг. органист лондонской Церкви Всех Святых на Маргарет-стрит. В 1888—1909 гг. профессор органа в Королевском музыкальном колледже, а с 1892 г. также хормейстер. Среди учеников Хойта, в частности, Линвуд Фарнем и, по-видимому, Леопольд Стоковский.
Автор ряда хоровых и органных сочинений преимущественно религиозного характера.